# 쓰쓰지가오카역 (미야기현)
쓰쓰지가오카역(일본어: 榴ヶ岡駅, つつじがおかえき)은 일본 미야기현 센다이시 미야기노구에 있는, 동일본 여객철도의 철도역이다.

## 역 구조
1면 2선 구조의 지하역이다.

### 승강장
| 1 | ■ 센세키 선(하행) | 혼시오가마·마쓰시마카이간·다카기마치 방면 |
| 2 | ■ 센세키 선(상행) | 센다이·아오바도리 방면                    |

## 역세권 정보
- 미야기 구장(도호쿠 라쿠텐 골든이글스 본거지)

## 역사
- 1925년 6월 5일: 미야기 전기 철도(ja)의 전철역으로 영업 개시.
- 1944년 5월 1일: 국유화.
- 1987년 4월 1일: 민영화에 따라 동일본 여객철도의 소속이 되었다.
- 2000년 3월 11일: 센세키 선 입체화(지하화)에 따라 지하역이 되었다.
- 2002년 12월 19일: 자동 개찰 도입.
- 2003년 10월 26일: 스이카 도입.

## 인접역
| 동일본 여객철도 ■ 센세키 선 | 동일본 여객철도 ■ 센세키 선 | 동일본 여객철도 ■ 센세키 선  |
| --------------------------- | --------------------------- | ---------------------------- |
| 센다이 아오바도리 방면      | ■ 보통                      | 미야기노하라 다카기마치 방면 |